# 葵揚
葵 揚（あおい よう、1995年12月25日 - ）は、日本の俳優、モデル。大阪府出身。アービング所属。

## 略歴
立教大学在学中からモデルなどで活動。2019年ごろから俳優業にも活動を広げる。
2019年、第58作『いだてん〜東京オリムピック噺〜』でNHK大河ドラマ初出演し、俳優デビュー。同年4月期日本テレビ系土曜ドラマ『俺のスカート、どこ行った?』で民放連続ドラマに初出演し、初レギュラー。同年9月6日、映画『タロウのバカ』で映画初出演。
2022年、後期連続テレビ小説『舞いあがれ!』でNHK朝ドラ初出演。

## 人物
- 両親は台湾人[5]。
- 趣味・特技: 新体操、水泳、バレエ[1]

## 出演

### 映画
- タロウのバカ（2019年9月6日、東京テアトル）
- HiGH&LOW〜THE STORY OF S.W.O.R.D.〜シリーズ（松竹）- 沢村正次 役
  - HiGH&LOW THE WORST（2019年10月4日）
  - High&LOW THE WORST X （2022年9月9日）
- ブラック校則（2019年11月1日、松竹） - 七浦啓太 役[6]
- 殺さない彼と死なない彼女（2019年11月15日、KADOKAWA / ポニーキャニオン）
- 君は永遠にそいつらより若い（2021年9月17日、Atemo）- 安田貴一 役
- 中国映画「涉过愤怒的海」(邦題:憤怒の海を渡る)（2021年）- 阿宥 役
- 恋い焦れ歌え（2022年5月27日、フューチャーコミックス・スタジオブルー） - ヤン 役
- ヘルドッグス（2022年9月16日、東映 / ソニー・ピクチャーズ エンタテインメント）
- Sin Clock（2023年2月10日、アスミック・エース） - 坂口キョウ 役[7]
- リボルバー・リリー（2023年8月11日、東映／ シネバザール、エピスコープ）- 村田 役
- オジさん、劇団始めました。（2023年8月18日、ユナイテッドエンタテインメント） - 犀谷充 役
- お嬢と番犬くん（2025年3月14日、東宝） - 金剛 役[8]
- 光る川（2025年3月22日、カルチュア・パブリッシャーズ） - 朔 役[9][10]

### テレビドラマ
- 大河ドラマ いだてん〜東京オリムピック噺〜（2019年、NHK） - 内田正練 役
- 俺のスカート、どこ行った?（2019年4月20日 - 6月22日、日本テレビ） - 彦根大輝 役[3][11]
- 名もなき復讐者 ZEGEN 第2話（2019年9月6日、関西テレビ放送）
- 聖域 警視庁強行犯係・樋口顕（2019年9月2日、テレビ東京） ‐ 原田達也 役
- ブラック校則（2019年10月15日 - 11月25日、日本テレビ） - 七浦啓太 役[6]
- 病室で念仏を唱えないでください 第5話・第6話（2020年2月14日・21日、TBS） - 唯円 役
- キワドい2人-K2- 池袋署刑事課 神崎・黒木 第1話（2020年9月11日、TBS） - 小野田　役
- アクターズ・ショート・フィルム「機械仕掛けの君」（2021年1月23日、WOWOW） - 暮石利也 役
- ケイ×ヤク -あぶない相棒-（2022年1月13日 - 3月17日 、読売テレビ・日本テレビ） - 黒木悟役
- ナンバMG5 第8話（2022年6月8日、フジテレビ） -　安藤鋼平 役
- 連続テレビ小説 舞いあがれ!（2022年10月3日 - 2023年3月31日、NHK）- 結城章 役[4]
- Dr.チョコレート 第1話・第3話・第8話 - 最終話（2023年4月22日・5月6日・6月10日 - 6月24日、日本テレビ） - 息はいて 役
- 18/40〜ふたりなら夢も恋も〜（2023年7月11日 - 9月12日、TBS） - 鮫島勇樹 役[12]
- 警視庁追跡捜査係-交錯-（2023年8月7日、テレビ東京） - 荻野正敏 役[13]
- オレは死んじまったゼ! 第3話（2023年9月15日、WOWOW） - トモ（相方 桃山が亡くなったお笑い芸人） 役[14]
- ゼイチョー!〜払えないには「ワケ」がある〜 第5話（2023年11月11日、日本テレビ） -  グエン（ベトナム人技能実習生 役)
- あきない世傳 金と銀（NHK BS・NHK BSプレミアム4K） - 左七 役
  - あきない世傳 金と銀（2023年12月15日 - 2024年2月2日)
  - あきない世傳 金と銀2（2025年4月6日 - 5月25日）[15][16]
  - あきない世傳 金と銀3（2026年春〈予定〉 - ）[17]
- 春になったら（2024年1月15日 - 3月25日、関西テレビ・フジテレビ） - 加賀屋吾郎 役[18]
- GO HOME〜警視庁身元不明人相談室〜 第3話（2024年7月27日、日本テレビ） - 佐伯太一 役[19]
- 伝説の頭 翔 第2話 - 最終話（2024年7月26日 - 9月6日、テレビ朝日） - 浅川守 役[20]

### 配信ドラマ
- おもちゃであそ部（2025年3月26日 - 、YouTube 他）[21]

### ランウェイ
- Children of the discordance 」2021-22 AW
- HOMME PLISSÉ ISSEY MIYAKE AUTUMN WINTER 2021/22
- Louis Vuitton men’s collection 2021 S/S
- ACUOD BY CHANU 2020 S/S 2021S/S

### 広告
- ユニクロ「ウルトラライトダウン」2XU（2018年）

三菱ビルテクノサービス　Doing the right thing – Building Solutions
- Spoify「Spotify ＃音楽で振り返ろう　年越し編」（2019年）
- P&G「Gillette スキンガード」（2019年）
- ドミノ・ピザ（2019年）
- 富士フイルムビジネスイノベーション デジタルカラー複合機Apeosシリーズ

「働き方を自由に」ジャングル篇（2021年）
- Microsoft Surface「DIVE to 沼!!　型にハマるな、沼にハマれ。」（2021年）
- サントリースピリッツ　BEEFEATER 『PLAY！ジントニック！』篇

### MV
- Creepy Nuts 「かつて天才だった俺たちへ」（2020年）
- Official髭男dism「アポトーシス」（2021年)
- マハラージャン「ゾーンに入ってます。」(2024年)